# Tony Tedeschi
Tony Tedeschi (Providence, 11 de abril de 1964) é o nome artístico de um ator pornográfico norte-americano. Começou sua carreira em 1990, aos 26 anos. Em 2003, Tedeschi foi introduzido no AVN Hall of Fame. Foi casado com a sua colega atriz pornô Tina Tyler, de 1993 a 1994.